# Josef Harna
Josef Harna (5. července 1939, Radslavice – 27. června 2015, Praha) byl český historik a publicista. Specializoval se na moderní politické dějiny, zejména Československa, publikoval též práce z oboru politologie.
Od roku 1966 působil na Historickém ústavu ČSAV, jehož vedením byl pověřen v letech 1989–1990. V roce 1993 založil Josef Harna ročenku Moderní dějiny.
Externě přednášel na filozofických fakultách Univerzity Karlovy v Praze a Univerzity Palackého v Olomouci.

## Z díla
- Agrární strana a její zájmové, družstevní a peněžní organizace (2010)
- Krize evropské demokracie a Československo 30. let 20. století (2008)
- Politické programy českého a slovenského agrárního hnutí 1899-1938 (2007)
- První Československá republika - pokus o demokracii ve střední Evropě (1990)
- Das Konzept eines einheitlichen „tschechoslowakischen Volkes“ in der tschechischen Historiographie der Zwischenkriegszeit (2005)